# Tổng cục 2 tình báo quân đội
Il Tổng cục 2 tình báo quân đội (Dipartimento numero 2 di intelligence militare, noto anche come TC2) è l'agenzia nazionale di intelligence del Vietnam. È ufficialmente sotto il controllo del Ministero della difesa ma risponde direttamente al Partito Comunista del Vietnam.
Nonostante il nome indichi un servizio informazioni militare, le attività del TC2 sono molto più ampie. Per legge è autorizzato ad operare nel'ambito politico, della difesa, sicurezza, relazioni internazionali, economia, scienza e tecnologia, industria, ambiente, società e cultura. È responsabile sia della sicurezza interna che di quella estera. 
L'esercito popolare del Vietnam, la marina, l'aeronautica, la guardia costiera e le guardie di frontiera hanno i loro servizi di sicurezza specializzati.

## Storia
Il primo servizio di sicurezza del Vietnam venne organizzato da Hoàng Minh Đạo nel 1945 nell'ambito del quartier generale dell'esercito popolare vietnamita. Il 25 aprile 1946 venne creata la Divisione informazioni dell'esercito con l'incarico di acquisire informazioni sulle forze nemiche utili per atti di guerra. Nel settembre 1946 la divisione si avvalse di soldati giapponesi rimasti in Vietnam dopo la fine della seconda guerra mondiale per l'addestramento dei suoi effettivi. 
Nel marzo 1947 venne creata una nuova Agenzia di sicurezza del Governo della Repubblica democratica del Vietnam con il nome di Dipartimento comunicazioni (Nha Liên Lạc) del Primo ministro. Nel 1957 il Dipartimento comunicazioni e il Dipartimento informazioni dello stato maggiore dell'esercito vennero uniti creando la Agenzia militare di sicurezza. Nel 1995 la agenzia è stata innalzata al livello di dipartimento generale di intelligence militare (TC2).